# Frédéric Collon
Pour les articles homonymes, voir Collon.
Frédéric Collon, né à Wavre le 5 août 1892 et mort à Uccle le 28 novembre 1983, est envoyé extraordinaire et ministre plénipotentiaire du roi des Belges. Il fut, d'après le chanoine Jean Cassart, le grand spécialiste de l'héraldique brabançonne.

## Armes
d'azur à trois colombes d'argent.

Devise : Sicut colombae sicut serpentes

## Publications
Il publia, en 1952, sous les auspices du Cercle historique et archéologique de Wavre et de la région, un recueil des plus intéressants : l'Armorial de Wavre et environs.
« Survenant après la guerre de 1940 qui avait occasionné la destruction des archives communales et la disparition complète des sources locales, cet ouvrage, solidement établi, fut accueilli avec enthousiasme par beaucoup. C'est aux descendants des baillis, bourgmestres, maïeurs et échevins du Brabant que l'ouvrage était spécialement consacré. De nombreuses familles découvrirent qu'elles descendaient des ducs de Brabant, ce qui stimula rapidement les recherches généalogiques. »
Il a également publié : Les prévôts de la confrérie de Saint Maur et leurs armes. dans Brabantica , Tome VII, première partie, 1964.
En tant que coauteur :
- Paul Adam et Frédéric Collon, Armoiries brabançonnes médiévales d’après des sources inédites, 79 pages, étude parue dans Brabantica, tome IV, première partie, pages 145 à 192 et tome VI, première partie, pages 112 à 143.
- Léon Coune et Frédéric Collon, Epitaphier du canton de Jodoigne, Bruxelles, Le Parchemin, 1972, in-8, 64 p.
- Frédéric Collon serait un des coauteurs, avec Willy van Hille et Octave le Maire, de Noblesse belge d'aujourd'hui et Noblesse belge d'apparence signé du pseudonyme de Blaise d'Ostende-à-Arlon[2].